# Trolleken
Trolleken, česky Trolí dub, je památný strom dub letní (Quercus robur) v lese Trollskogen v chráněné oblasti Trollskogen v obci Böda (okres Borgholm, kraj Kalmar) na severním konci ostrova Öland nedaleko pobřeží Baltského moře. Je to nejstarší dub na ostrově Öland a k roku 2023 se stáří dubu odhadovalo na 900 let. V minulosti byly v okolí dubu pobřežní pastviny a velký dub sloužil jako orientační bod v krajině. K populárnímu dubu vede okružní turistická trasa Trollskogsstigen. Dub je celoročně volně přístupný a chráněný ohradou.

## Galerie

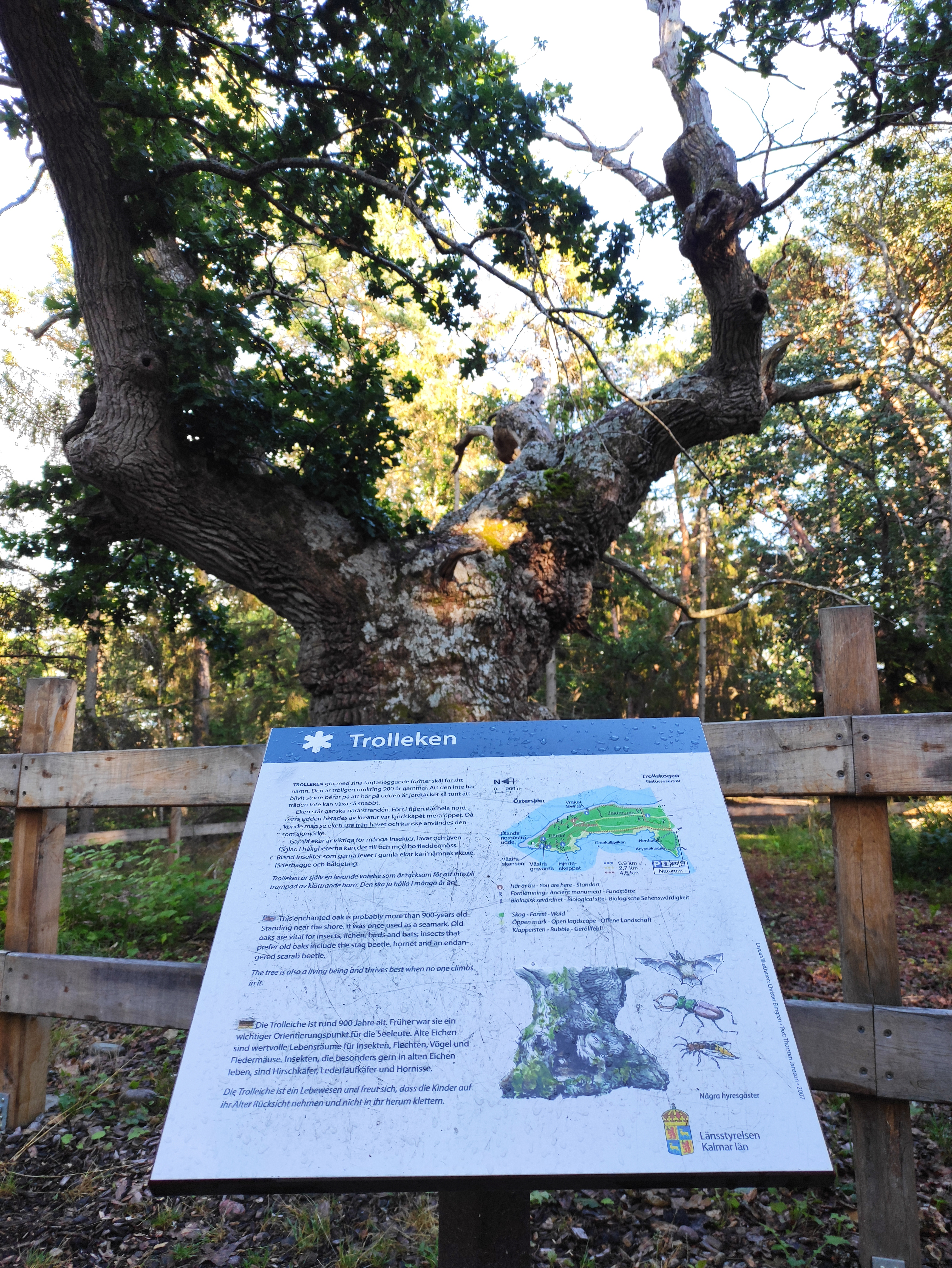
Informační panel u stromu
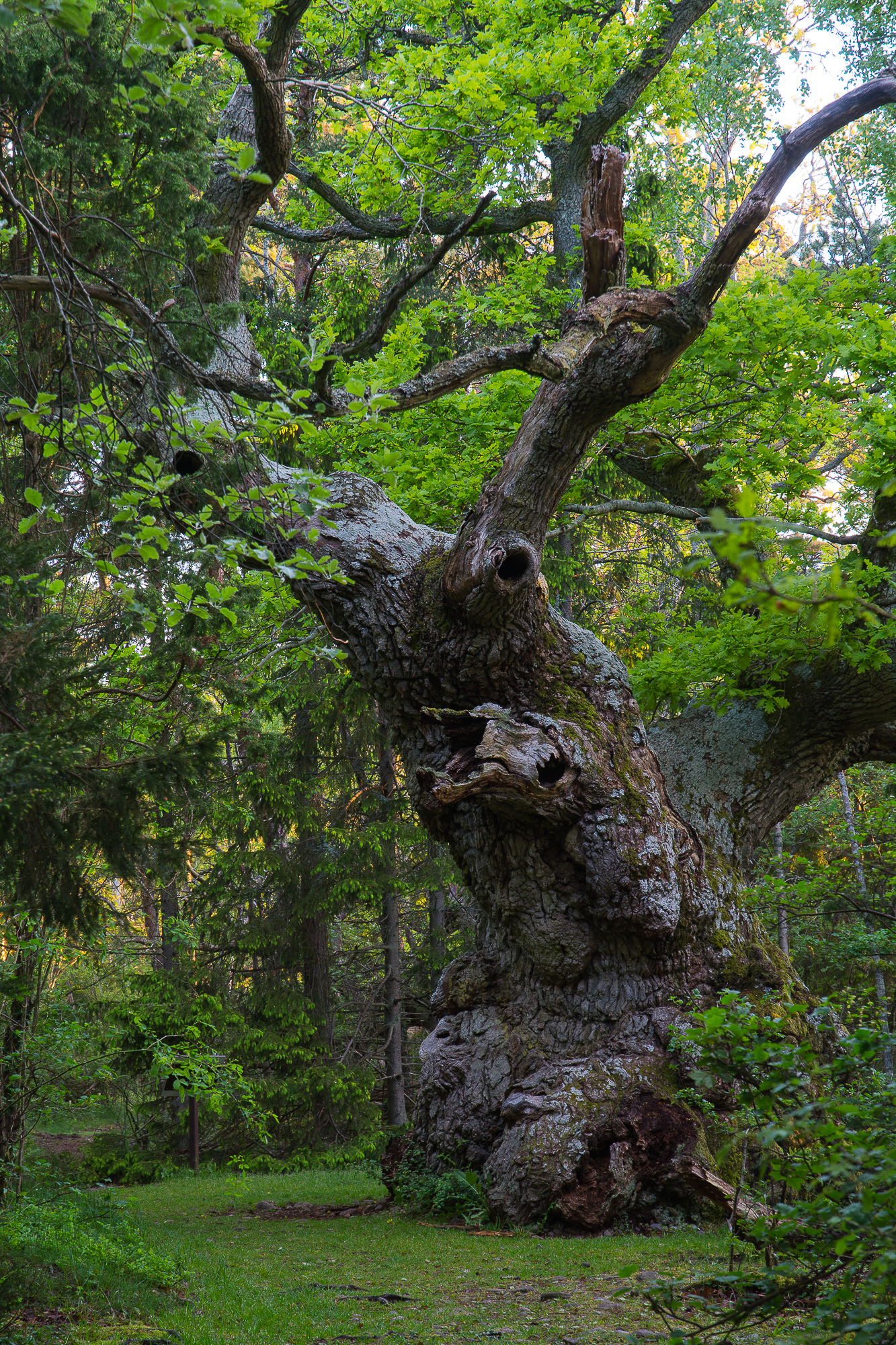
Dub v květnu 2015
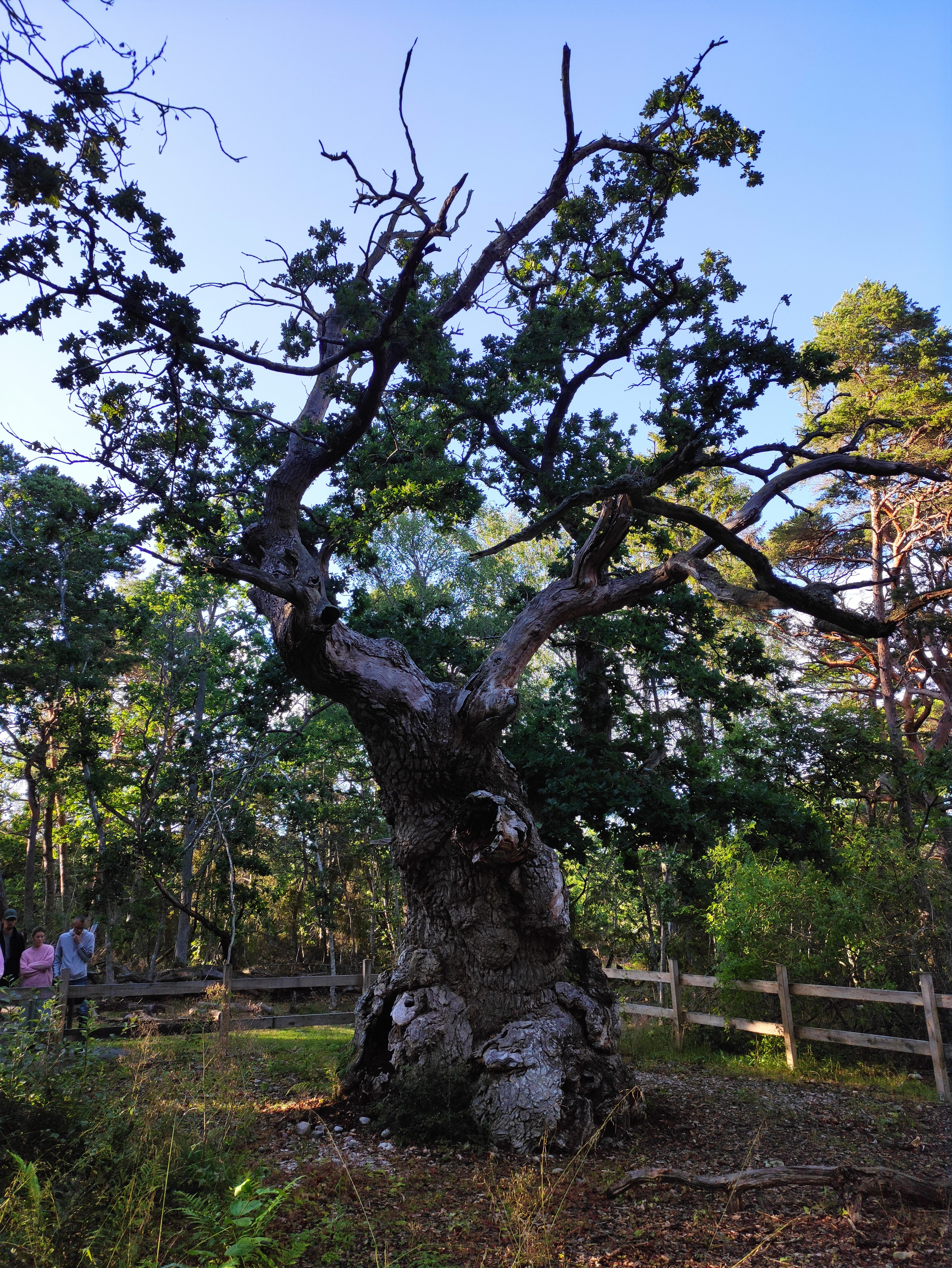
Dub v červnu 2023